# トキ (リンゴ)
‘トキ’（英: ‘Toki’）は、‘王林’と‘ふじ’を交配して育成された黄色いリンゴ（セイヨウリンゴ）の栽培品種である（図1, 2）。青森県五所川原市の土岐伝四郎によって育成され、2004年に登録された。中生品種であり日本での収穫は9–10月。果肉は緻密で果汁が多く、酸味が低いため食味が甘い。

## 特徴
樹勢が強く、側枝が直立しやすい。斑点落葉病に耐性がある。自家不和合性に関わるS遺伝子型はS2S9である。生産力は中程度。隔年結果性はほとんどみられない。早期落果、後期落果はほとんどない。中生品種であり、日本での収穫期は9月下旬から10月上旬。果実の熟期がややばらつく。

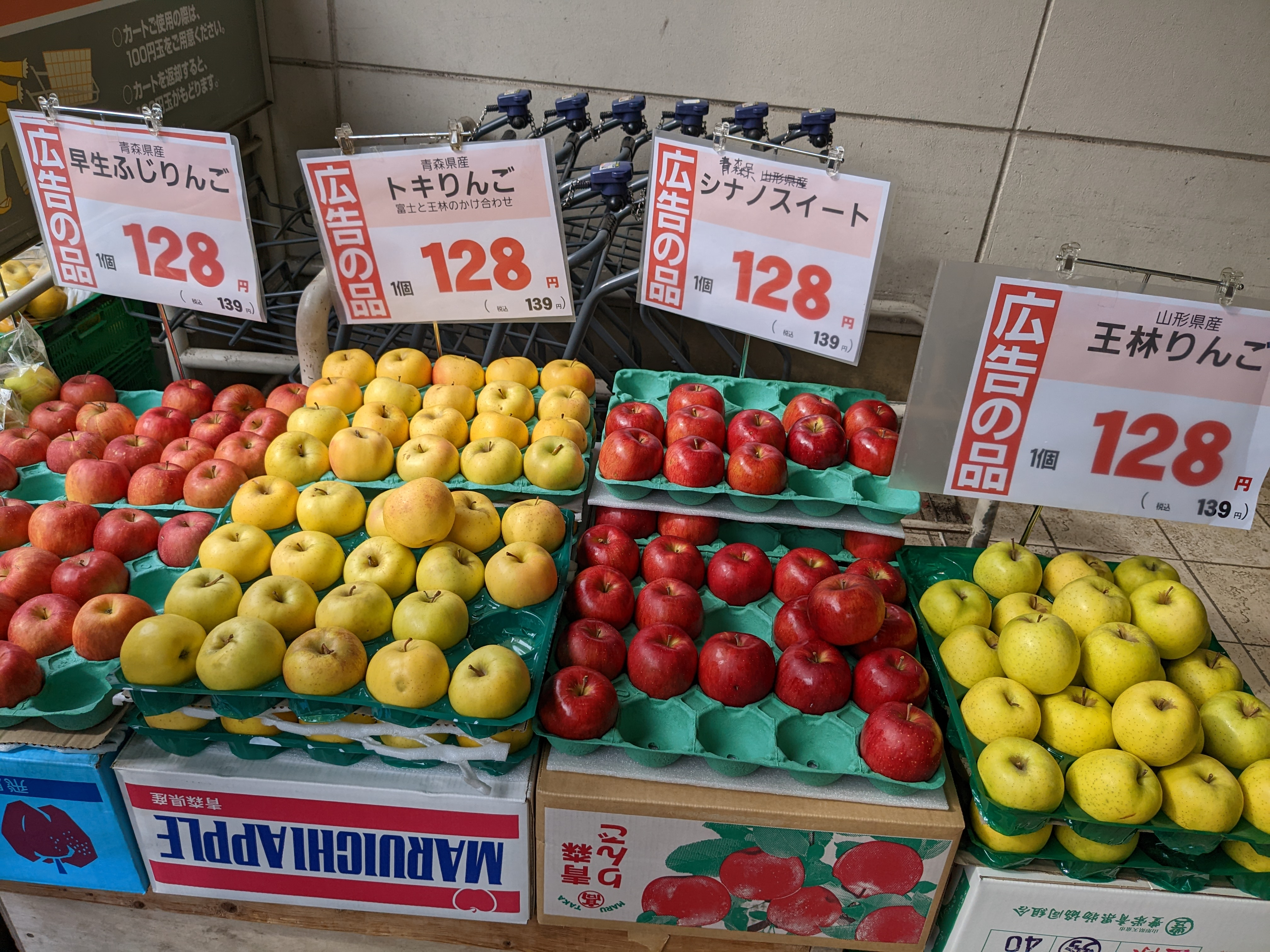
2. ‘トキ’（左から2列目）は熟すと黄色くなり、同じ黄色系の‘王林’（最右列）よりも黄味が強い。

果実は円形から扁円形、重さは300–400グラムでややばらつく。果皮は黄緑色から黄色、日に当たっていた面が紅色を帯びる。こうあ部（果柄が生じている窪み）や側面にサビ（果皮のコルク化）がわずかに発生する。果肉は緻密でシャキシャキしており、極めて多汁で食感がよく、芳香があり、糖度は高く（14–15％）、酸度は低い（0.2–0.3%）。貯蔵期間は冷蔵で2ヶ月程度。

## 歴史
青森県五所川原市の土岐伝四郎が育成し、2001年に原田種苗によって登録出願され、2004年に‘トキ’として品種登録された。当初は、種子親が‘王林’、花粉親が‘紅月’としていたが、その後のDNA調査から花粉親は‘ふじ’と訂正された。品種名は育成者の土岐傳四郎氏に由来し、トキの交配育成の功労により2010年に木村甚彌賞が土岐氏に贈られている。

## 利用
2021年の日本における‘トキ’の栽培面積は約417ヘクタールであり、品種別では11位であった。
生食用として利用される。
台湾や香港の中秋節では、月に見立てた‘トキ’のような黄色の果物が贈答用に人気である。ただし旧暦の8月15日に行われるため年度によって需要の時期が異なり、2013年には早く収穫された‘トキ’が流通し評判を落としてしまった。また、‘トキ’は熟期が揃いにくいため、カラーチャートにより適期の収穫が呼びかけられている。